# All Species Foundation
A All Species Foundation (estilizada como ALL Species Foundation) foi uma organização que visava catalogar todas espécies da Terra até 2025 por meio de sua iniciativa All Species Inventory. O projeto foi lançado em 2000 por Kevin Kelly, Stewart Brand e Ryan Phelan. Juntamente com outros esforços semelhantes, a All Species Foundation foi promovida como um importante passo em frente na expansão, modernização e digitalização do campo da taxonomia. A Fundação começou com uma grande doação da Fundação Schlinger, mas teve dificuldade em encontrar financiamento contínuo. Em 2007, o projeto cessou a atividade e "[entregou] a [sua] missão à Enciclopédia da Vida".
A All Species Foundation recebeu algumas críticas por sua abordagem para definir e identificar espécies. Uma carta aberta expressou preocupação com o problema das espécies, uma questão fundamental na taxonomia sobre o que exatamente define uma espécie. A carta argumentava que não reconhecer e não ter em conta esta questão fundamental poderia prejudicar a utilização da base de dados para a conservação e preservação da biodiversidade.